# Forêt ancienne de la Rivière-Granville
La forêt ancienne de la Rivière-Granville est un écosystème forestier exceptionnel situé à Rouyn-Noranda au Québec (Canada). Cette forêt de 113 ha protège une sapinière à bouleau blanc et à thuya qui n'a pas connu de perturbations majeures depuis environ 1795, date du dernier incendie de cette forêt. Elle est située dans la réserve de biodiversité Opasatica.

## Toponymie
La forêt ancienne de la Rivière-Granville tire so nom de la rivière Granville qui coule à proximité. Quant au nom de la rivière, elle apparait sur une carte de 1929 sous le nom de « rivière Grandville ».

## Géographie
La forêt ancienne de la Rivière-Granville est localisé à une trentaine de kilomètres au sud-ouest de Rouyn-Noranda, dans la ville du même nom. Elle a une superficie de 113 ha. La région de la réserve est composée de vastes plaines argileuses constituées de dépôts glaciolacustres et de coteaux peu élevé. La forêt en tasnt que tel est situé sur le versant est de la vallée de la rivière Granville. Le terrain est légèrement vallonné. Le drainage des sols varie de bon à
imparfait.
Elle est localisée dans la réserve de biodiversité Opasatica.

## Flore
Les principales essences de la forêt sont de sapin baumier, le bouleau à papier et de thuya occidental. Le sapin baumier a été grandement affecté par la dernière épidémie de tordeuse des bourgeons de l'épinette, faisant disparaitre les sapins les plus imposants. La régénération de sapins y est cependant importante.  La forêt est actuellement dominée par le thuya occidental et le bouleau à papier, dont les troncs 40 à 60 cm de diamètre. L'épidémie de tordeuse a créé des zones de faible densité et des chablis partiel. On y retrouve aussi des pins blancs ayant un diamètre de 40 cm, certains atteignent même 70 cm.
Les sous-bois sont dominés par l'érable à épis et le noisetier à long bec. La strate herbacée est assez mélangée. Certaines espèces sont généralement associées aux sapinières comme l'oxalide de montagne, la dryoptère spinuleuse et l'aralie à tige nue. Le streptope rose, l'if du Canada et le chèvrefeuille du Canada sont plutôt associé aux forêts mélangées. Aux endroits où le sol est plus riche, on rencontre le phégoptère du hêtre et la mitrelle nue.